# Osmoxylon insidiator
Osmoxylon insidiator är en araliaväxtart som beskrevs av Odoardo Beccari. Osmoxylon insidiator ingår i släktet Osmoxylon och familjen Araliaceae. Inga underarter finns listade.